# Квадукуза
Квадукуза (англ. KwaDukuza; до 2006 — Стейнджер, Стангер) — город на востоке Южно-Африканской Республики, на территории провинции Квазулу-Натал. Административный центр района Илембе.

## История
Квадукуза была основана первым инкоси зулусов Чакой, в 1825 году. После убийства Чаки в 1828 году город был сожжён дотла. В 1873 году европейскими колонистами на том же месте было основано поселение Стангер, название которого связано с именем британского колониального чиновника Уильяма Стангера.

## Географическое положение
Город находится в западной части провинции, на берегах реки Умвоти, на расстоянии приблизительно 80 километров к востоку-северо-востоку (ENE) от административного центра провинции Питермарицбурга. Абсолютная высота — 101 метр над уровнем моря.

## Население
По данным официальной переписи 2001 года, население составляло 98 280 человек, из которых мужчины составляли 47,76 %, женщины — соответственно 52,24 %. Негры составляли 74,06 % от населения города; азиаты — 23,69 %; цветные — 1,43 %; белые — 0,82 %. Наиболее распространённые среди горожан языки — зулу (69,43 %), английский (25,43 %) и коса (3,26 %).

## Транспорт
Сообщение Квадукузы с другими городами осуществляется посредством железнодорожного и автомобильного транспорта.